# The Time Is Right
The Time Is Right è un album di Lou Donaldson, pubblicato dalla Blue Note Records nel 1959. Il disco fu registrato il 31 ottobre del 1959 (tranne il brano Idaho, registrato il 28 novembre 1959) al Rudy Van Gelder Studio di Englewood Cliffs nel New Jersey (Stati Uniti).

## Tracce
Lato A
1. Lou's Blues – 5:58 (Lou Donaldson)
2. Be My Love – 5:46 (Nicholas Brodszky, Sammy Cahn)
3. Idaho – 5:11 (Jesse Stone)
4. The Nearness of You – 4:42 (Hoagy Carmichael, Ned Washington)

Lato B
1. Mack the Knife – 5:18 (Kurt Weill, Bertold Brecht, Marc Blitzstein)
2. Crosstown Shuffle – 5:15 (Lou Donaldson)
3. Tangerine – 5:03 (Victor Schertzinger, Johnny Mercer)

## Musicisti
Brani A1, A2, A4, B1, B2 & B3
- Lou Donaldson  - sassofono alto
- Blue Mitchell  - tromba (tranne nel brano A2)
- Horace Parlan  - pianoforte
- Laymon Jackson - contrabbasso
- Dave Bailey    - batteria
- Ray Barretto   - congas

Brano A3
- Lou Donaldson  - sassofono alto
- Blue Mitchell  - tromba
- Horace Parlan  - pianoforte
- Sam Jones      - contrabbasso
- Al Harewood    - batteria